# Габбелл (Мічиган)
Габбелл (англ. Hubbell) — переписна місцевість (CDP) в США, в окрузі Гаутон штату Мічиган. Населення — 908 осіб (2020).

## Географія
Габбелл розташований за координатами 47°10′47″ пн. ш. 88°26′13″ зх. д. / 47.17972° пн. ш. 88.43694° зх. д. (47.179699, -88.436970).  За даними Бюро перепису населення США в 2010 році переписна місцевість мала площу 4,86 км², з яких 4,84 км² — суходіл та 0,03 км² — водойми.

## Демографія
Згідно з переписом 2010 року, у переписній місцевості мешкало 946 осіб у 385 домогосподарствах у складі 250 родин. Густота населення становила 194 особи/км².  Було 467 помешкань (96/км²).
Расовий склад населення:
| - 98,2 % — білих - 1,1 % — азіатів - 0,2 % — корінних американців |

До двох чи більше рас належало 0,5 %. Частка іспаномовних становила 0,6 % від усіх жителів.
За віковим діапазоном населення розподілялося таким чином: 18,6 % — особи молодші 18 років, 61,0 % — особи у віці 18—64 років, 20,4 % — особи у віці 65 років та старші. Медіана віку мешканця становила 46,9 року. На 100 осіб жіночої статі у переписній місцевості припадало 93,5 чоловіків;  на 100 жінок у віці від 18 років та старших — 95,4 чоловіків також старших 18 років.
Середній дохід на одне домашнє господарство  становив 46 128 доларів США (медіана — 40 125), а середній дохід на одну сім'ю — 53 107 доларів (медіана — 44 545). Медіана доходів становила 37 250 доларів для чоловіків та 32 273 долари для жінок. За межею бідності перебувало 18,9 % осіб, у тому числі 14,2 % дітей у віці до 18 років та 14,3 % осіб у віці 65 років та старших.
Цивільне працевлаштоване населення становило 419 осіб. Основні галузі зайнятості: освіта, охорона здоров'я та соціальна допомога — 45,6 %, виробництво — 11,9 %, роздрібна торгівля — 11,2 %.